# نادي فيفا
نادي فيفا السعودي هو أحد أندية الدرجة الثالثة في محافظة فيفاء بمنطقة جازان تأسس عام 2015 م .